# ЕКТА

ЕКТА — один із найбільших східноєвропейських розробників і виробників світлодіодних екранів і бізнес-рішень на основі світлодіодної технології. ЕКТА була заснована 19 січня 1992 року групою інженерів із багаторічним досвідом у галузі розробки відеоапаратури для бізнесу. Сучасний завод з виробництва світлодіодних екранів ЕКТА-ПРОМ  [Архівовано 2 вересня 2011 у Wayback Machine.] розташований у м. Житомир (Україна). Керівний офіс компанії ЕКТА, розташований у Києві. Зарубіжне представництво ЕКТА – компанія EKTA Vision GmbH [Архівовано 5 березня 2012 у Wayback Machine.] – розміщується у Німеччині.  
ЕКТА здійснила інсталяції екранів власного виробництва у 20 країнах Європи, Азії та Північної Америки, зокрема в Японії, Німеччині, Італії, Англії, Канаді, Кувейті, ОАЕ, Південній Кореї, Росії, Естонії, Латвії, Швеції, Гонконзі (Китаї), Франції, Норвегії, Швейцарії. Світлодіодні екрани ЕКТА встановлені, зокрема, у сесійній залі Верховної Ради України,  у Київському палаці спорту,   на фасаді найбільшого в Україні ТРЦ «Ocean Plaza» в Києві.
Компанія ЕКТА виробляє світлодіодні екрани та рішення на основі світлодіодних модулів для різних сфер застосування.

## Історія
Компанія ЕКТА була заснована в 1992 році. Назва «ЕКТА» складається з перших частин слів «екрани» й «табло». Спершу назва компанії писалася російською мовою як «ЭКТА», а в логотипі використовувався український варіант «ЕКТА». Однак у 2003 році було змінено логотип і офіційно затверджено єдину назву ЕКТА. Таким чином, у назві компанії та торгової марки залишилися тільки латинські символи.
В 1995 ЕКТА стає українським виробником великих плазмових відеоекранів і дисплеїв з повним циклом виробництва та інсталює перший екран власного виробництва в Європі. В цьому ж році ЕКТА починає прокатну діяльність, надаючи модульні плазмові відеостіни власного виробництва для побудови концертних декорацій.
В 1996 році плазмові відеопанелі ЕКТА починають використовуватися прокатними компаніями Італії.
З 1999 ЕКТА є основним постачальником засобів відображення інформації для спеціалізованих галузей в СНД (включаючи системи голосування).
У 2000 році було реалізовано проект Media Garden на  Expo 2000 в Ганновері для національного павільйону Німеччини.
В цьому ж році ЕКТА розробила перші моделі великих світлодіодних екранів.
У 2004 році на виробництві запроваджено ідеологію всезагального управління якістю — Total Quality Management.
У 2005 році ЕКТА будує новий завод з випуску світлодіодних екранів.
У 2006 здійснено сертифікацію системи управління якістю ЕКТА відповідно до вимог стандарту ISO9001:2000. Крім того, у цьому ж році ЕКТА входить у ТОП-5 найбільших виробників екранів у Європі на базі світлодіодів світового лідера — японської корпорації Nichia і співпрацює з партнерами у Німеччині — компанією EKTA Vision GmbH [Архівовано 5 березня 2012 у Wayback Machine.].
В 2007—2008 р. розробляються нові світлодіодні продукти: лінійки, які дозволяють будувати напівпрозорі відеоекрани, а також екрани для приміщень з підвищеною контрастністю.
Також в 2008 році відбулося відкриття представництва ЕКТА в Об'єднаних Арабських Еміратах — EKTA Middle East.
У 2009 році компанія вступає в міжнародну асоціацію інтеграторів аудіовізуальних систем InfoComm International. На сьогоднішній день ЕКТА — єдиний український учасник цієї міжнародної асоціації. 
В 2009—2011 роках розроблено і виведено на ринок цілу низку нових продуктів для різних сегментів ринку: світлодіодна відеопідлога для шоу-бізнесу, світлодіодні дорожні знаки та табло для дорожньої галузі, а також світлодіодні рішення для digital signage. Компанія постійно розширює свою дилерську мережу і збільшує частку обладнання у різноманітних проектах оренди у країнах ЄС.
У 2010 році ЕКТА виводить на ринок великі світлодіодні екрани, які працюють у 3D-форматі, а в 2011 році починає реалізацію комерційних проектів із використанням технології ЕКТА 3D.

## Досягнення
Відеоекран ЕКТА, який використовувався для прямої трансляції фінального матчу Ліги чемпіонов УЄФА у клубі Гетеборга (Швеція) 28 травня 2011 року, занесено до Книги рекордів Гіннеса як найбільший у світі світлодіодний 3D-телевізор.    
Діагональ найбільшого у світі світлодіодного 3D-телевізора — 7,11 м. Розмір дисплея становив 6,192 х 3,483 м. Екран було зібрано зі світлодіодних модулів моделі iLVM 6C-B. Розміри кожного модуля становлять 38,7 х 38,7 см, а товщина — 8,6 см. 3D-сигнал транслювався на екран через тюнер зі супутникового каналу Viasat Sport 3D. Окрім цього сигналу на екран виводився також 2D-сигнал з тюнера і 3D-сигнал з комп'ютера. Все сигнали приймалися системою управління ERMAC (виробництва ЕКТА) по HDMI 1280 x 720, при цьому екран мав розподілення 1024 х 576 точок.